# R. c. Oickle
R. c. Oickle est un arrêt de principe de la Cour suprême du Canada rendu en l'an 2000 concernant la règle des confessions en common law.

## Les faits
Richard Oickle faisait l'objet d'une enquête de la police pour une série d'incendies. Il a volontairement subi un test polygraphique. La police lui a dit qu'il avait échoué et elle a commencé à l'interroger. Il a finalement avoué avoir déclenché les incendies. Oickle a été informé qu'il était en état d'arrestation et emmené au poste de police pour subir un interrogatoire plus approfondi. Il a été placé dans une cellule vers 3 heures du matin, environ neuf heures après ses aveux. La police lui a de nouveau parlé à 6 heures du matin en lui demandant de fournir une reconstitution des faits, ce qu'il a fait.
Au procès, il a été reconnu coupable d'incendie criminel. La Cour d'appel a conclu que l'aveu était irrecevable et elle a annulé la déclaration de culpabilité. Le ministère public se pourvoit devant la Cour suprême.

## Jugement de la Cour suprême
Le pourvoir du ministère public est accueilli. Le verdict de culpabilité est rétabli.

## Motifs du jugement
Après examen par la Cour suprême du Canada, la confession a été jugée recevable. Le juge Frank Iacobucci a écrit le jugement au nom des juges majoritaires. Il a énoncé les facteurs qui devraient être utilisés pour déterminer si une confession est volontaire.
1. La Cour doit examiner si la police a des menaces ou des promesses. Iacobucci affirme que l'existence d'une contrepartie en l'échange de la confession détermine habituellement si elle était volontaire ou non[2].
2. La Cour doit vérifier s'il y a de l'oppression, c'est-à-dire que si des policiers ont une conduite qui crée des conditions suffisamment déplaisantes ou inhumaines qui équivaudrait à obtenir une confession involontaire[3].
3. La Cour doit vérifier si le suspect a un état d'esprit conscient. Le suspect doit être suffisamment conscient de ce qu'il ou elle dit à qui il ou elle le dit[4].
4. La Cour peut considérer le degré de ruse de la police. Bien qu'en général, est la ruse est permise, elle ne peut pas aller jusqu'à « choquer la collectivité »[5].

Bien que la Charte canadienne des droits et libertés demeure en vigueur pour les confessions faites pendant la détention, la règle de common law s'applique toujours dans toutes les circonstances.